# Payré (fleuve)
Pour les articles homonymes, voir Payre (homonymie).
Le Payré est un fleuve côtier français qui coule dans le département de la Vendée, dans la région Pays de la Loire. Il se jette dans le golfe de Gascogne. 
Il a pour principal affluent le Gai Chatenay.
L'estuaire du Payré ou « havre du Payré », marquant l'extrémité nord du parc naturel marin de l'estuaire de la Gironde et de la mer des Pertuis, concourt pour la labellisation Grand site de France,.

## Histoire
Dès la fin du XVe siècle, l'estuaire du Payré ne cesse de s'ensabler, réduisant la navigation. Ne pouvant plus remonter le Gai Chatenay jusqu’à Talmont-Saint-Hilaire, les bateaux sont alors obligés de décharger leur cargaison (notamment le sel des marais salants) dans les avant-ports de la Guittière et de la Vignolière. 
À partir du début du XXe siècle, plus aucun bateau ne s'aventure dans l'estuaire, excepté ceux des coureurs, terme utilisé pour désigner les contrebandiers en patois jardais (dialecte parlé entre Jard-sur-Mer et Saint-Vincent - à titre d'exemple on parle de coureurs de champignons pour les mycologues vendéens), et plus précisément des coureurs de mogettes, une sorte de flageolet vendéen, objet de toutes les convoitises dans la région.   
En effet, il est fréquent depuis le Moyen-Âge et encore de nos jours, pour le chef de clan local, de percevoir un impôt sur les mogettes, appelé la mogelle (à ne pas confondre avec la gabelle sur le sel) que toute famille vendéenne verse lors de chaque lunaison, respectant ainsi le calendrier lunaire utilisé par les Vendéens et préféré au calendrier grégorien employé par le reste de la population française.  
A noter qu'à l'heure actuelle en Vendée, la mogette sert encore fréquemment de monnaie d'échange dans les petites échoppes et les tavernes (on parle ainsi souvent de " l'Économie de la Mogette " pour désigner de manière générale l'économie de la Vendée).  
Le fleuve du Peyré est donc, encore aujourd'hui, une route stratégique pour les coureurs de mogettes et l'économie souterraine de ces haricots blancs clandestins n'ayant pas été taxés par la mogelle des chefs tribaux vendéens.

## Aménagements et écologie

### Marais salants
« En 2008, l'estuaire du Payré renferme 850 hectares de marais salants ».